# Церковь Успения Пресвятой Богородицы (Торжок)
Церковь Успения Пресвятой Богородицы (Успенская церковь) — православный храм в Торжке. Расположена в начале улицы Володарского (дом 2), у площади Ананьина. Построена в середине XVIII века. Объект культурного наследия федерального значения.

## История
Впервые церковь упоминается в 1625 году в писцовой книге Потапа Нарбекова. Современное здание построено в 1746 году, средства на него выделили местные купцы Морозовы, проживавшие под тем холмом, где построена церковь. В двухэтажной церкви нижний храм был тёплым, зимним, а верхний — летним. Престол нижнего храма был освящён в честь Рождества Пресвятой Богородицы, верхнего — Успения Пресвятой Богородицы, кроме того, имелся придел мучеников Флора и Лавра. Перестроена в 1814 году.
По церкви называлась Успенская улица (ныне улица Володарского).
В 1849 году купец Алексей Тетюхин, дом которого находился там же, оплатил подновление верхнего этажа, новую настенную роспись и новый иконостас. В 1850 году на пожертвования отлит 300-пудовый медный колокол. Церковь была обнесена каменной оградой с железными решётками, с восточной стороны имелась приписанная к церкви часовня. В 1929 году церковь закрыта, и с 1943 года в ней разместилась типография, где издавалась газета «Знамя ударника». В 2013 году храм возвращён Русской православной церкви, возобновились богослужения, но реставрация храма не проводилась.